# Étourneau à tête grise
Sturnia malabarica
Espèce
Statut de conservation UICN

 LC  : Préoccupation mineure
L’Étourneau à tête grise (Sturnia malabarica) est une espèce de passereaux de la famille des Sturnidae présente en Inde et en Asie.

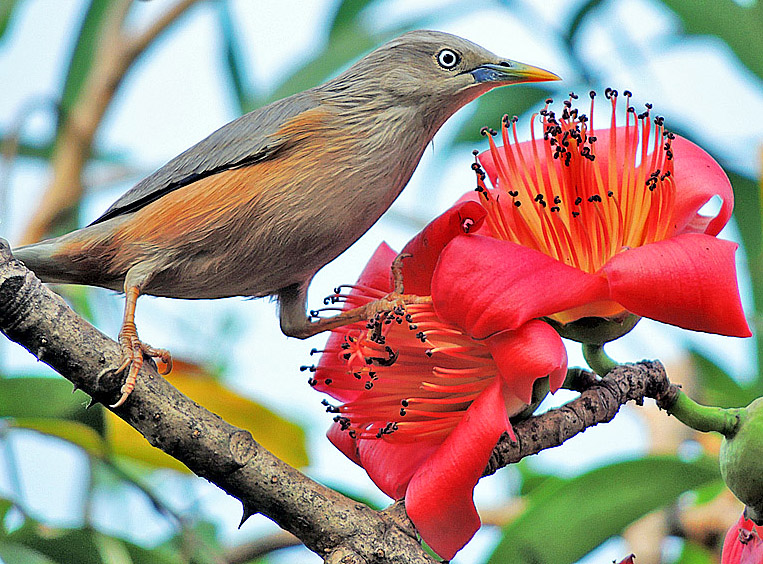
Étourneau à tête grise  sur un kapokier.
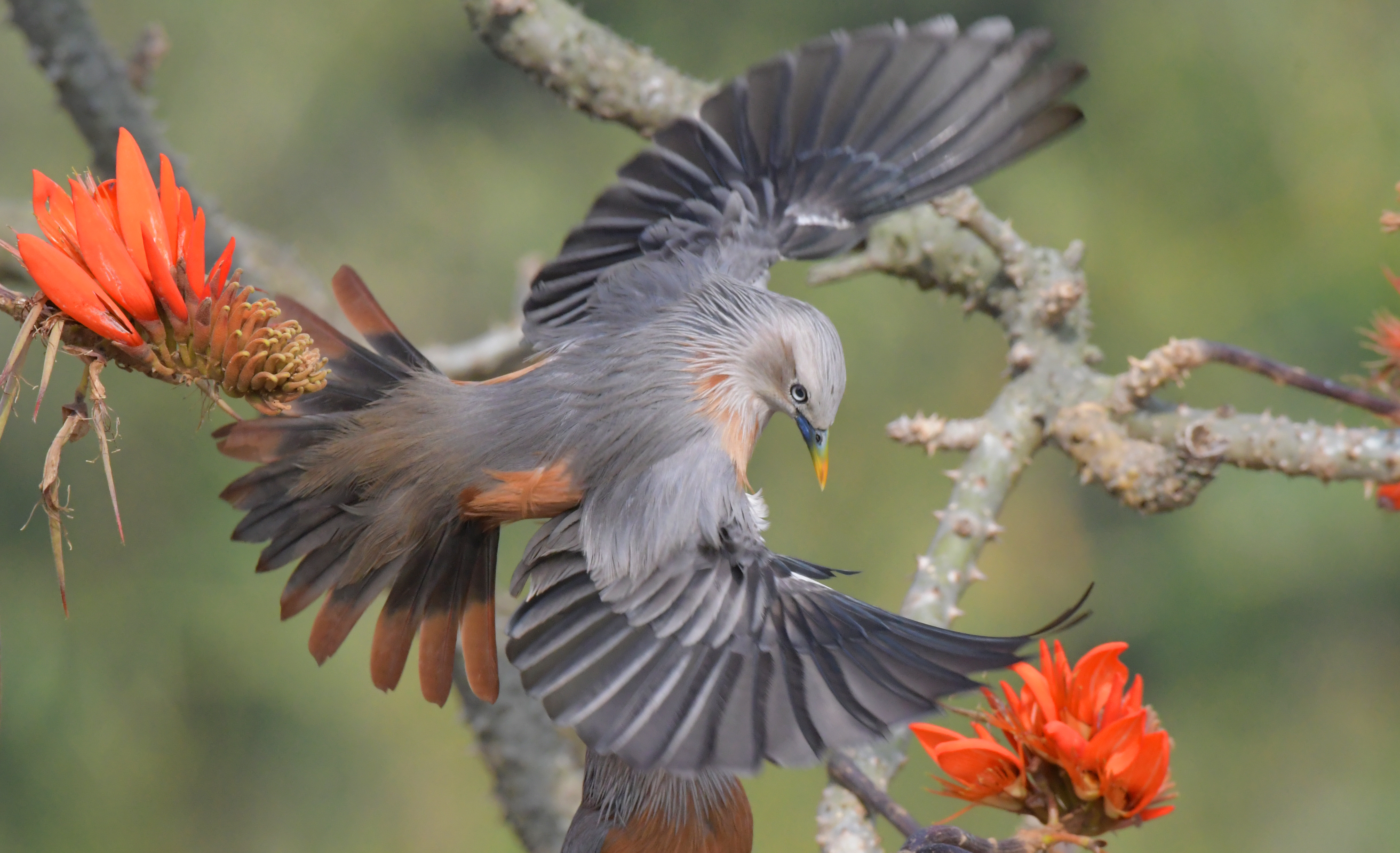
Étourneau à tête grise dans le parc national Satchari bengali : সাতছড়ি) au Bangladesh. Février 2018.
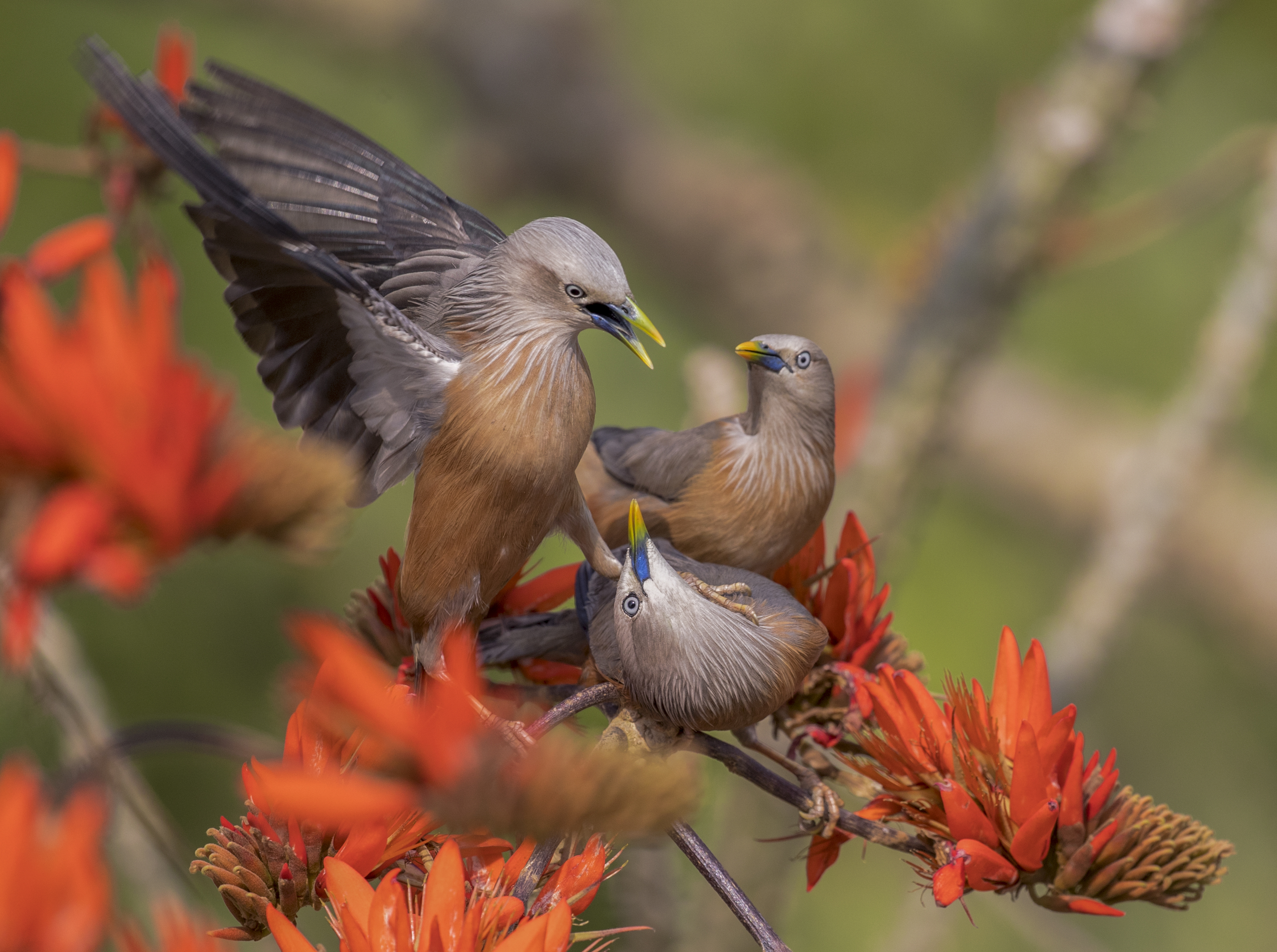
Trois étourneaux à tête grise en train de se disputer dans le parc national de Satchari, Bengladesh. Février 2018.